# Сервий Сулпиций Руф
Сервий Сулпиций Руф също Сервий Сулпиций Лемония Руф  (на латински: Servius Sulpicius Rufus; Lemonia; * 106 пр.н.е.; † 43 пр.н.е.) е политик, оратор и юрист на късната Римска република.

## Биография
Произлиза от фамилията Сулпиции. Баща му Квинт е от клон Лемония и конник.
Той следва заедно с приятеля си Цицерон реторика и през 78 пр.н.е. го придружава до Родос и понеже разбира, че няма да достигне ораторските качества на Цицерон става юрист. Неговият учител по право е Гай Аквилий Гал.
През 75 или 74 пр.н.е. той е квестор и 65 пр.н.е. претор. През 63 пр.н.е. кандидатсва за консулат, но е победен от Луций Лициний Мурена и го дава безуспешно на съд за подкуп. През 52 пр.н.е. той води като интеррекс успешния избор за единствен консулат на Помпей. През 51 пр.н.е. е избран вече за консул заедно с Марк Клавдий Марцел.
През гражданската война застава, след обмисляне, на страната на Юлий Цезар, който през 46 пр.н.е. го прави проконсул на провинция Ахея. Разболява се и умира 43 пр.н.е., когато е на сенатска мисия до Марк Антоний в Мутина. Получава бронзова статуя по изискване на Цицерон на Ростра и държавно погребение.
Сулпиций пише на юридически теми, като Pro или Contra Aufidiumi и против Мурена и еротични стихотворения.
Той има син със същото име, който не е политически активен, и дъщеря Сулпиция Старша, която е поетеса.